# Gare de Saint-Alban-La Grive
La gare de Saint-Alban-La Grive est une ancienne gare ferroviaire française de la ligne de Lyon-Perrache à Marseille-Saint-Charles (via Grenoble), située sur le territoire de la commune de Saint-Alban-de-Roche dans le département de l'Isère en région Auvergne-Rhône-Alpes.
Elle est mise en service en 1858 par la Compagnie des chemins de fer du Dauphiné, avant de devenir une gare de la Compagnie des chemins de fer de Paris à Lyon et à la Méditerranée (PLM).
Aujourd'hui fermée, elle est remplacée en 1985 par la nouvelle gare de L'Isle-d'Abeau.
La gare est mentionnée dans le livre de Frédéric Dard dit San-Antonio, " Faut-il tuer les petits garçons qui ont les mains sur les hanches " pages 82 et 83.

## Situation ferroviaire
Établie à 239 mètres d'altitude, la gare de Saint-Alban-La Grive est située au point kilométrique (PK) 37,752 de la ligne de Lyon-Perrache à Marseille-Saint-Charles (via Grenoble), entre les gares de L'Isle-d'Abeau et de Bourgoin-Jallieu.

## Histoire
La station de La Grive est mise en service le 1er juillet 1858 par la Compagnie des chemins de fer du Dauphiné, lorsqu'elle ouvre à l'exploitation la première section de Lyon à Bourgoin de sa concession de Lyon à Grenoble. Le 22 juillet 1858, la Compagnie du Dauphiné fusionne avec la Compagnie des chemins de fer de Paris à Lyon et à la Méditerranée (PLM). Néanmoins elle ne devient véritablement une gare du réseau PLM que plus tard car la convention de fusion prévoit que la fusion sera effective qu'après deux années d'exploitation de la ligne.
En 1911, « Saint-Alban-La Grive », est une gare, de la Compagnie du PLM, ouverte aux services complets de la grande et de la petite vitesse. Elle est située sur la ligne de Lyon à Grenoble et à Marseille, entre les gares de Vaulx-Milieu et de Bourgoin.
La gare est, sans doute, fermée en 1985 lors de l'ouverture de la gare de L'Isle-d'Abeau qui la remplace.

## Patrimoine ferroviaire
L'ancien bâtiment voyageurs d'origine, reconverti en habitation, et sa halle à marchandises sont présents en 2020.